# Ángel Torres del Álamo
Ángel Torres del Álamo (Madrid, 1880-Madrid, 1958) fue un dramaturgo y periodista español.

## Biografía
Nació el 10 de abril de 1880 en Madrid. Descrito por José Álvarez-Sierra en comparación con otros de su generación como «madrileño, el más castizo de todos», escribió obras de teatro junto a Antonio Asenjo y formó parte del Instituto de Estudios Madrileños. Falleció el 14 de febrero de 1958 en Madrid.